# أشكان عليا
أشكان عليا هي قرية في مقاطعة سردشت، إيران. يقدر عدد سكانها بـ 72 نسمة بحسب إحصاء 2016.